# マスツーリズム
マスツーリズム（mass tourism）とは、第二次世界大戦後に米国・西欧などの先進諸国において発生した、観光が大衆（マス）の間に広く行われるようになる現象、及び大衆化された観光行動を指す。
主として、国際観光に際して用いられてきた用語であり、以下、その方向に沿って記述するが、その現象は日本国内においてもみられ、必要に応じて日本国内事情についてもふれる。
なお、「マス・ツーリズム」と「・」付きで表記されることも多いが、本項では「マスツーリズム」と表記する。

## 生成と発展
- マスツーリズムの発生

第二次世界大戦後の荒廃からいち早く復興した先進諸国と呼ばれる国々ではマスツーリズムの時代を迎えた。経済発展により工業生産力が飛躍的に増大し、大量生産・大量消費の時代を迎え、かつてない経済的な豊かさが実現された。その経済的豊かさは社会に広く浸透し、かつては富裕層に限られていた旅行を大衆も享受し得る条件が整っていった。
1950年代には米国に出現し、1960年代には西欧諸国にも形成されている。この時期はジェット旅客機時代の幕開けであり、観光者が押し寄せる条件の一つを形づくった。
- ヨーロッパにおけるマスツーリズム

ヨーロッパにおいて、マスツーリズムの拡大に社会政策としてのソーシャルツーリズムが果たした役割も重要である。それは、経済的理由などから観光に無縁な人びとも観光を楽しめるようにする諸施策であり、フランスやスイスで始まり、ヨーロッパ全体に普及してマスツーリズムの発展に寄与した。→　これについては「ソーシャルツーリズム」の項参照
- マスツーリズムの拡大

1970年代になると、国際観光はいっそうの拡大を見せる。1969年にはジャンボジェット旅客機の就航により国際観光の大量化・高速化が決定的なものとなった。この頃には、国際観光者の送り出し国として、日本が加わった。　　
この頃には、国際機関による国際観光開発の支援も盛んになされ、国際観光地が世界中に整備された。
- マスツーリズムへの批判の一方、なお続くマスツーリズム

1980年代には、すでにマスツーリズムの諸問題が顕在化していた。
これについては、後述する。
そうした批判をよそに1990年代以降も、国際観光の拡大傾向は続いた。
アジア諸国の経済発展から、東アジア諸国の富裕層も国際観光地に繰り出した。
- マスツーリズム後

1980年代の後半には、マスツーリズムに代わる「新たな観光のあり方」として、オルタナティブツーリズムという概念が提唱され、さらにその後「持続可能な観光」（サステイナブルツーリズム）という概念が提唱されている。また、エコツーリズム、エスニックツーリズムなど、マスツーリズムの反省にたった観光も実践されている。しかしながら、なお現在においても観光・ツーリズムの大勢を占めているのはマスツーリズムである。

## マスツーリズムの功罪

### マスツーリズムの功利
- 旅行の低価格化

旅行の低価格化が実現したのは、まぎれもなくマスツーリズムの最大の功績といえる。
- 経済的繁栄

天然資源の産出など特に目立った産業のない国々において、マスツーリストの受入れは外貨獲得産業として有力な存在となった。その成功は南国の島々で顕著に見られ、ハワイとバリはその顕著な成功例といえるだろう。特に、ハワイにおいては、開発当時の米国人がポリネシアをイメージするよう、つくられたことはよく知られている。そして、外国資本によるリゾートホテルや観光施設の立ち並ぶ現在では、米国人のみならず多くの観光客が押し寄せるまさに観光立国となっている。
国際マスツーリズムの高まりをテコに、観光開発による「南」の経済発展を目指そうとする動きが顕著になり、1960年代後半になると国際観光は「見えざる輸出」と見なされ、観光開発が外貨獲得と経済発展の有望な手段として注目された。
国際機関においても、1960年代後半から国際観光の意義を認識し、その促進をめざした。例えば、国連は1967年を「国際観光年」と定めて「観光は平和へのパスポート」の標語を掲げ、国際観光の普及と観光事業の振興を図っている。
- 観光芸術の出現、伝統の創造

マスツーリズムは観光地固有の芸術を基礎に、観光客向けの土産物として新たな芸術や工芸品が開発される動機となる。例えば、インドネシアでは観光客向けに再設計されたバロン・ダンスが演じられている。また、ニューギニアでは大きすぎる実物の仮面をミニチュア化し、土産物として販売している。こうした芸術を指して「観光芸術」と呼ぶが、本物の芸術とは非なる偽の芸術であり、文化の商品化と見なされてきた。しかし、イスラエルの社会学者エリック・コーエンは観光客を5つの類型に分類したが、マスツーリストは本物性に対するこだわりは弱いと分析している。
観光芸術はエスニック・アイデンティティを表現する有効な手段となっており、外部との交流によって生じる新しい伝統の創造として前向きに評価する意見もある。
- 文化の平準化

未開地に観光客を受け入れるためにインフラを整備したり、観光業に携わる人々に対して学習や訓練が行うことなどは、他国の文化を享受する機会となる。

### マスツーリズムの弊害と批判
既に1970年代にはマスツーリズムの弊害が指摘され始めていた。それは一度に多量の観光客が押し寄せることによるさまざまな問題であった。これらは単に「量」や「時期」を調整すれば済むという問題ではなく、国際社会の文化や構造問題に根ざしているだけに複雑である。
- 自然環境の破壊

観光客による環境汚染、観光施設を作るための環境破壊などの自然環境に関する問題が指摘される。
- 文化の侵害

より多くの観光客（ゲスト）に受け入れられるための商品やショー・見世物を演出することによって起こるホスト側の文化変容が指摘される。見世物化である。
- 犯罪

ゲストの経済的豊かさを狙いとした窃盗・置き引き・詐欺などの経済犯罪も指摘される。さらに深刻なのは性犯罪である。歪んだ心理的優越感や解放感に起因する買春などの問題である。
- 利益の収奪

観光地への利益還元を疑問視されている。巨額の資本投下が当該観光地以外の多国籍企業群から拠出されていることから、観光による利益の多くがそうした企業に吸い上げられているのではないかとの指摘である。より厳しくは、形をかえた植民地主義や帝国主義ではないかとも指摘する向きもある。
一方、観光従事者の賃金水準そのものは高くないものの、チップなど表に出ない副次的収入も含めると十分な収入があり、個人レベルでは相応の利益還元がなされているのではないかとの指摘もある。
- 豊かな国と豊かでない国の二分法批判

貧しいホストと豊かなゲストという関係は、結局は経済的に二分する考えに基づいており、マスツーリズムはその構造を改善するものではなく、むしろ送客がシステム化されることにより、その役割を固定するものでしかないという批判がある。

#### 日本におけるマスツーリズム批判
日本においてマスツーリズムは、しばしば「団体旅行」と同義に捉えられ、これに対してさまざまな批判がなされている。
- 観光地の疲弊

多量に観光客をさばくには、必然的に専門的事業者たる旅行代理店等を介在する必要がある。送客側の立場が相対的に強くなり、その要求に合わせた設備投資や手数料の支払い・販売促進協力金負担などの商慣行から、観光地の事業者の疲弊がみられる。団体旅行向きの大規模温泉旅館の苦境が何よりも如実に物語っている。
- シーズンへの集中

日本においては四季がはっきりとしており、かつ長期休暇が取得しづらいという社会的環境から、観光客が旅行シーズンに集中し混雑を招く。また、観光地のみならず、そこへの移動方法である道路や他の交通手段における事故の発生、物流の阻害など副次的ではない問題も生じている。
- 旅行者のモラル

「旅の恥は掻き捨て」という言葉に象徴されるように、旅行者が時としてモラルを欠きがちであるが、マスツーリズムの団体旅行の場合、集団心理が働きさらに逸脱しがちである。

## マスツーリズム観光の特徴
- パッケージ化・規格化

マスツーリズムの生成期から現在に至るまでパッケージツアーによる団体旅行が盛んである。マスツーリズムにおけるパッケージツアーでは団体で旅行するため安価であり、さらに安全な旅ができるというメリットもあるため多くの観光客が発生した。
- 「本場」らしさの演出

「そこへわざわざ行く」からには、「本物」「本場物」であることが大切である。
そこから生じる問題として、いかにも本物であると「見える」ように「演じる」必要性が生じる。これが文化変容を誘導しがちである。（一例：バリ島における観光文化 参照）
- 「確認」する旅

多くの観光客は事前に旅行先の情報を得ており、それによりすでに半ば固定したイメージが形成され、それを目の当たりにすることに期待している。現在、特に先進国ではテレビ・雑誌・パンフレット・インターネットといったそういった情報を収集する環境が発達しているため、先進国では多くの人々がそのような情報を事前に収集することができる。そのため、「すでに持っている情報を確認するため」の旅という側面を持つ。そのため、イメージどおりであれば「予定された」ものであるにせよ「感動」を生み、予定イメージが過大であったりした場合、逆に「がっかり名所」と皮肉られる羽目になる。